# Crosley

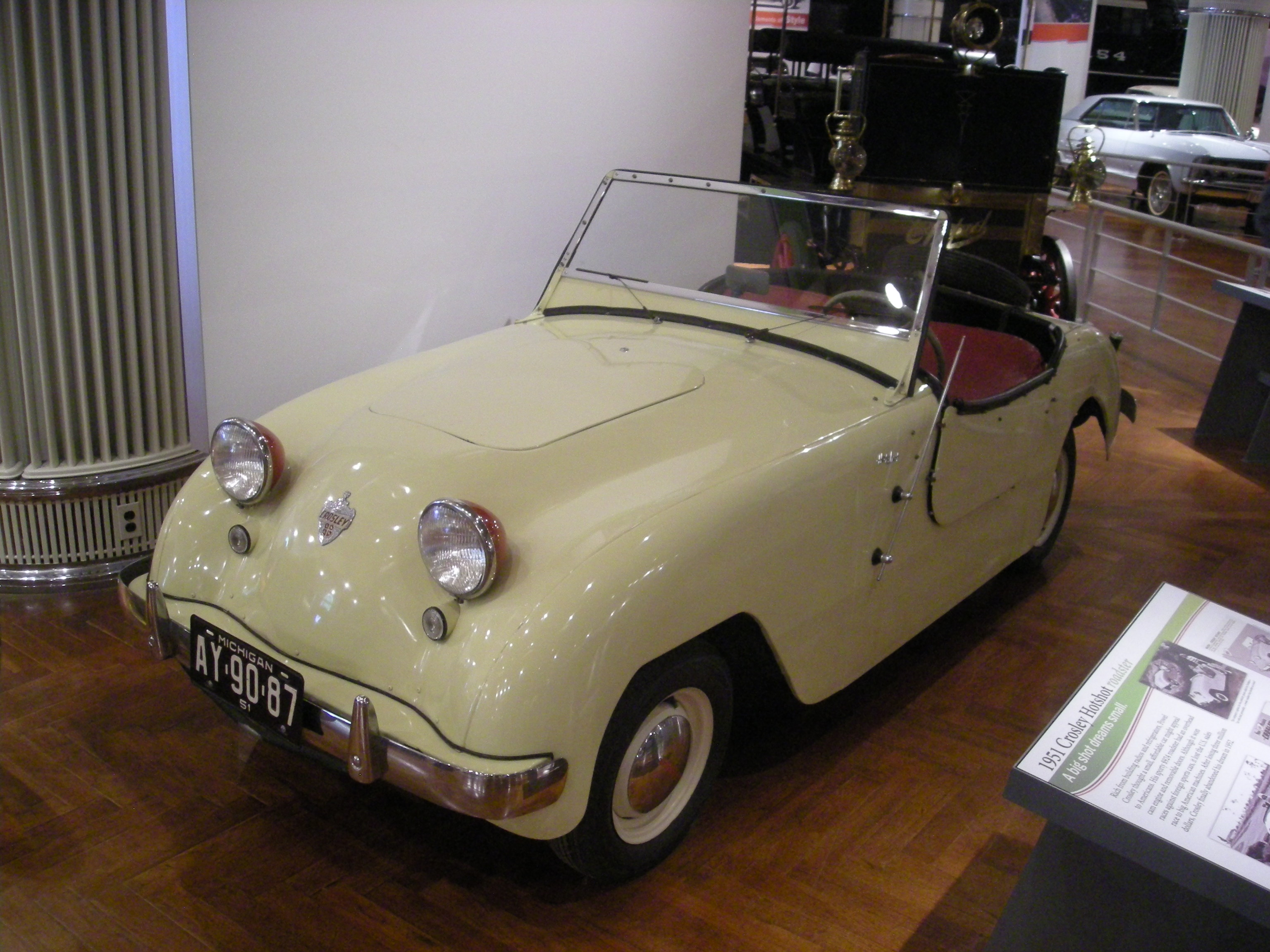
Crosley Hotshot (Museo Henry Ford)

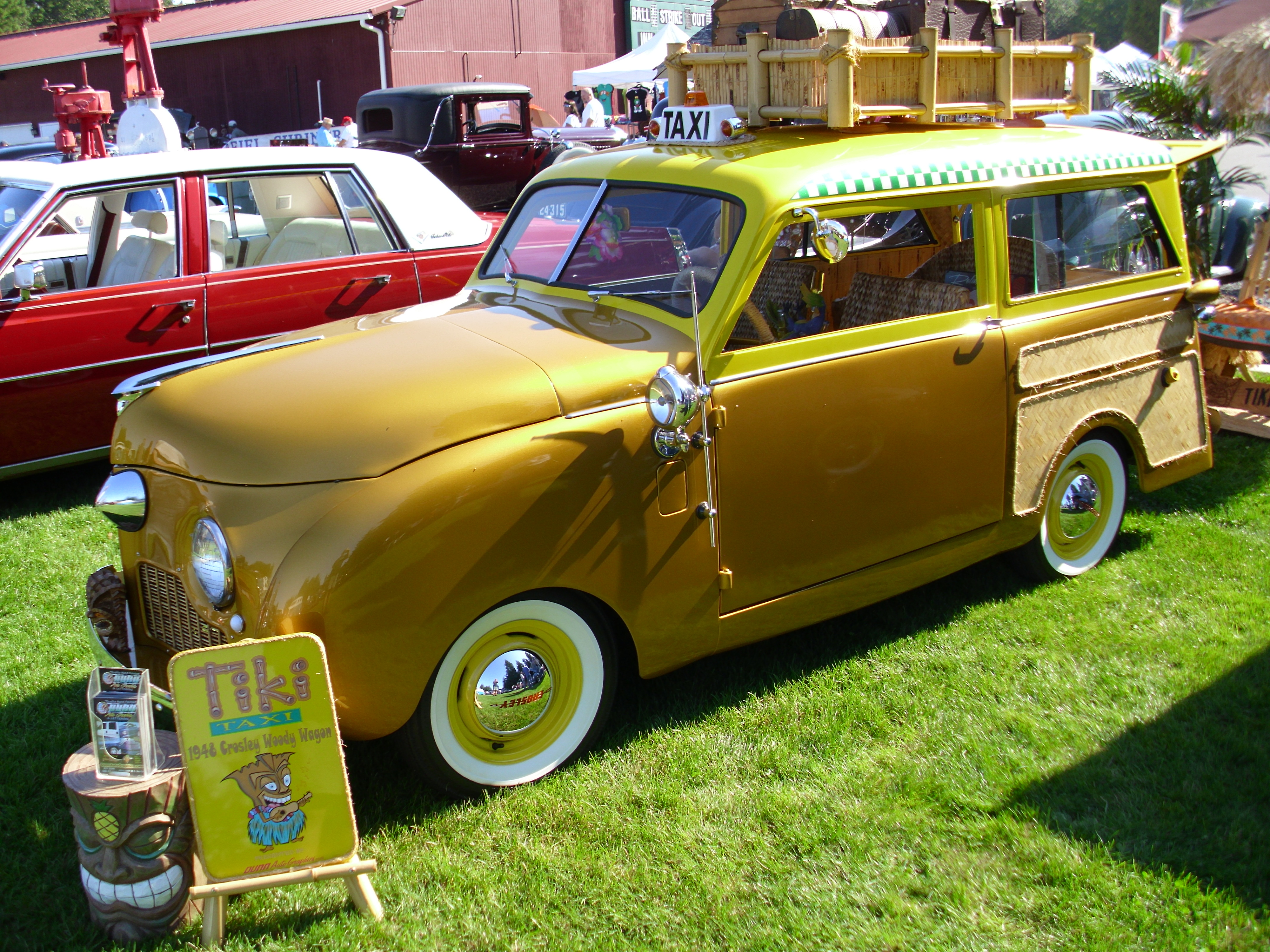
Los familiares Crosley con carrocería de acero se vendieron en grandes cantidades (1947-1952).

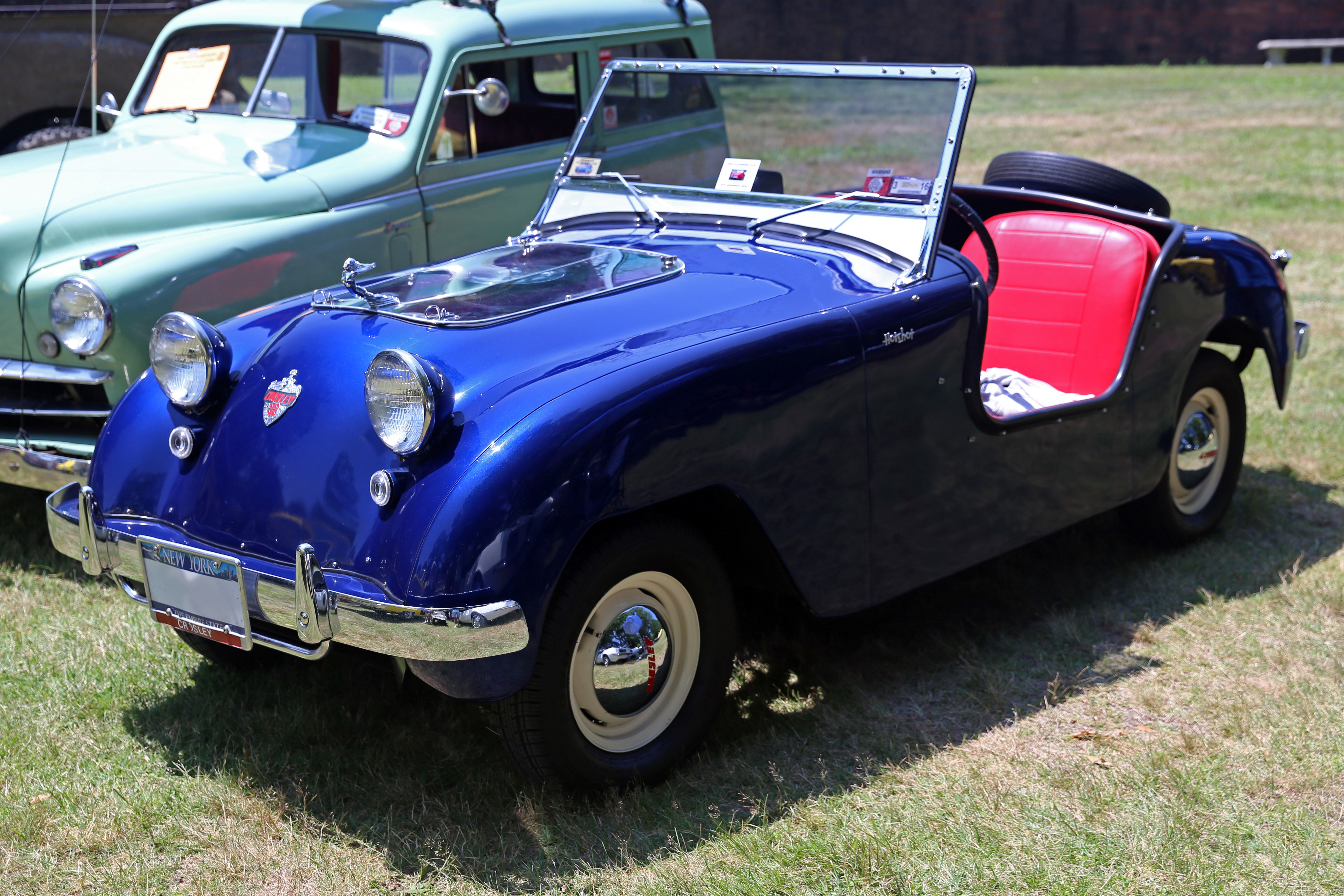
El Crosley Hotshot. Introducido en 1949, fue el primer deportivo estadounidense de posguerra

Crosley era un fabricante estadounidense de pequeños automóviles (prácticamente microcoches). Primero llamada Crosley Corporation y luego Crosley Motors Incorporated, la firma radicada en Cincinnati, Ohio, estuvo activa desde 1939 hasta 1952, con un periodo de interrupción provocado por las exigencias productivas generadas por la Segunda Guerra Mundial. Sus diminutos familiares eran el modelo más popular, pero también ofrecía sedanes, furgonetas, descapotables, un automóvil deportivo e incluso un pequeño vehículo similar a un jeep. Para la exportación, los automóviles fueron identificados como "Crosmobile".
Crosley introdujo varias "novedades" en la historia automotriz estadounidense, incluido el primer automóvil económico para el mercado de masas equipado con un motor con árbol de levas en cabeza en 1946; el primer uso del término Sport(s-) Utility en 1947, para un modelo convertible de 1948; y los primeros automóviles estadounidenses equipados en las cuatro ruedas con frenos de disco con pinzas, así como el primer deportivo de posguerra de los Estados Unidos, el Hotshot de 1949.
Todos los modelos de Crosley eran automóviles muy ligeros, desde 1100 a 1400 libras (499 a 635 kg), bastidores) con ejes rígidos delante y detrás, y motores con menos de 1 litro (61,0 plg³) de cilindrada. Con la excepción de los últimos modelos Hotshot y Farm-O-Road, la gran mayoría de todos los Crosley se construyeron con una distancia entre ejes de 80 pulgadas (2,03 m), y con suspensión por ballestas.

## Historia

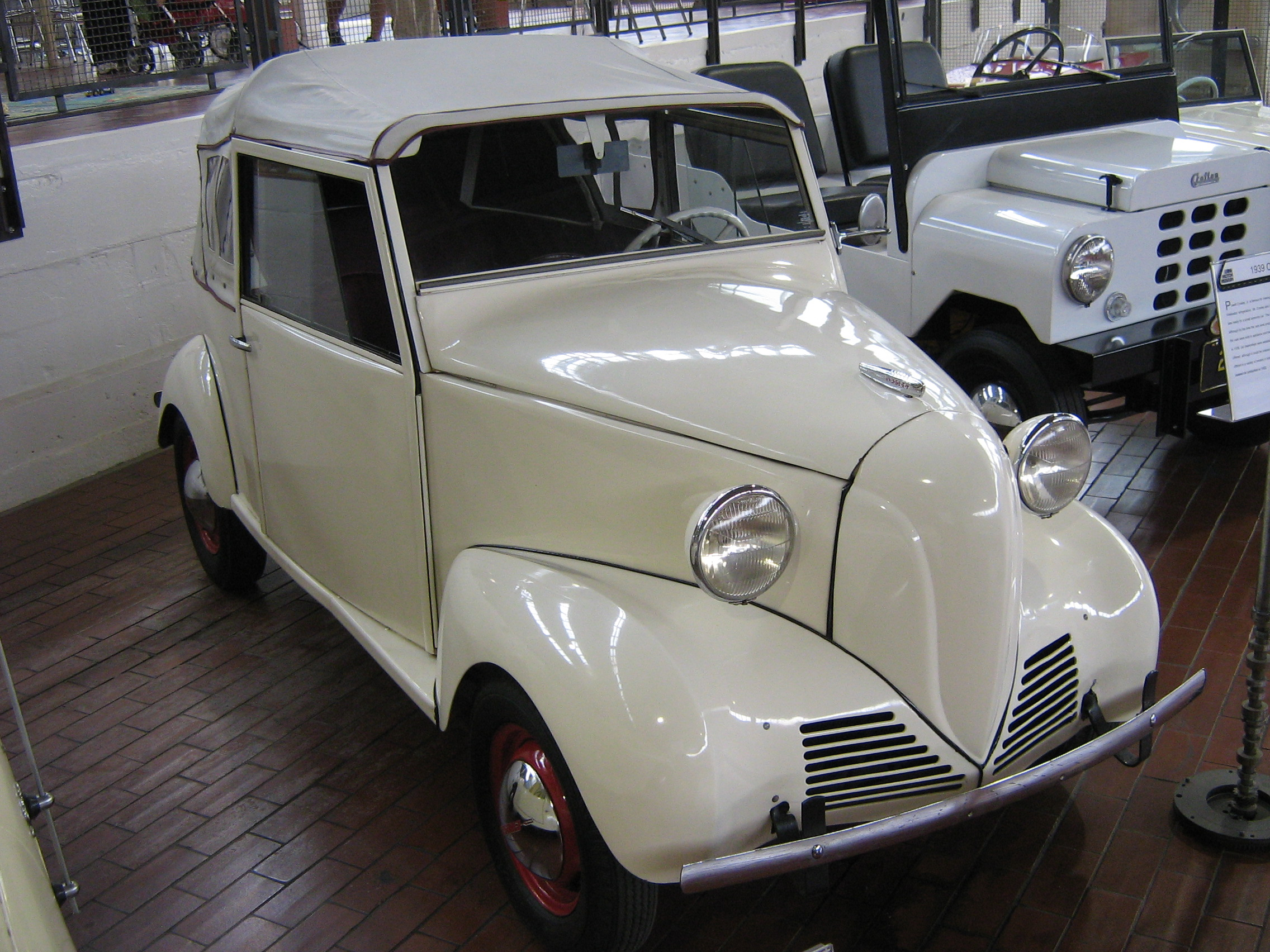
Crosley convertible de 1939

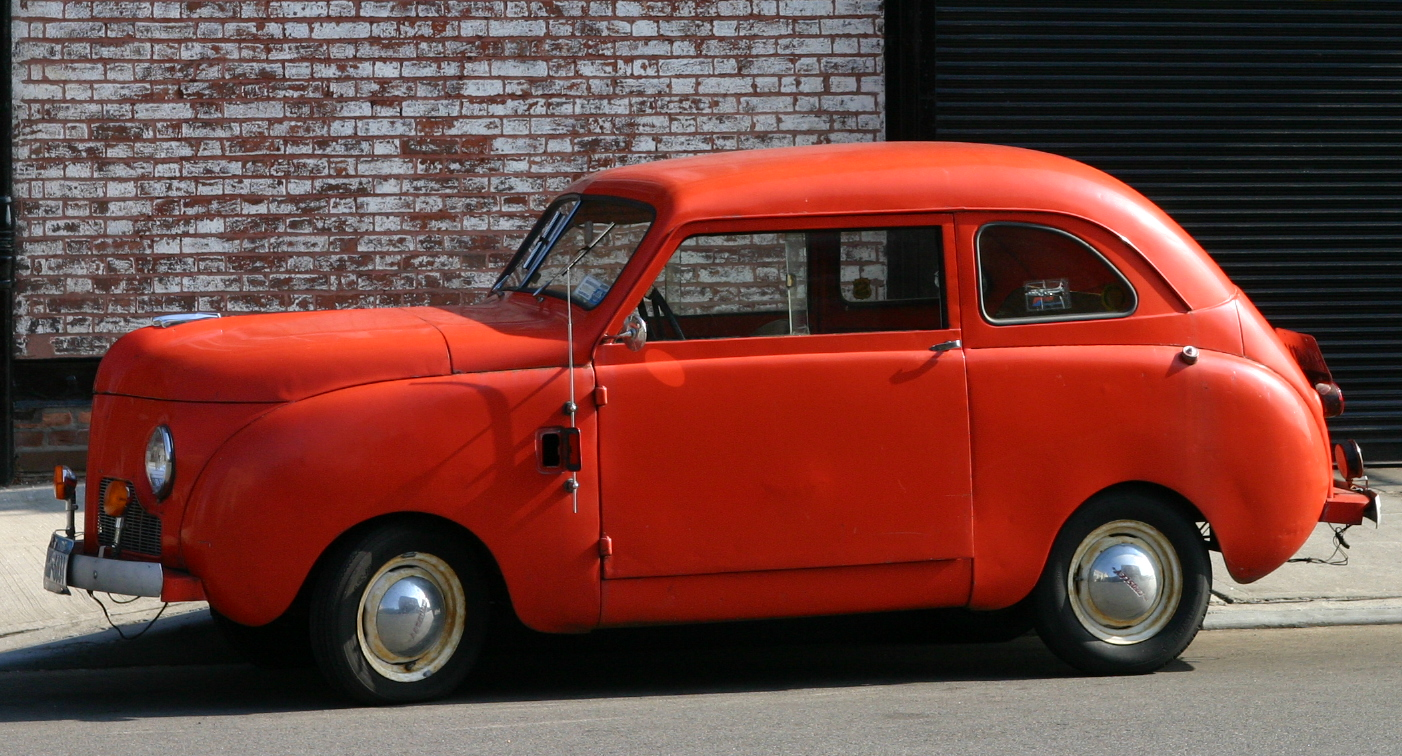
CC Sedan. Vista lateral (1946-1948)

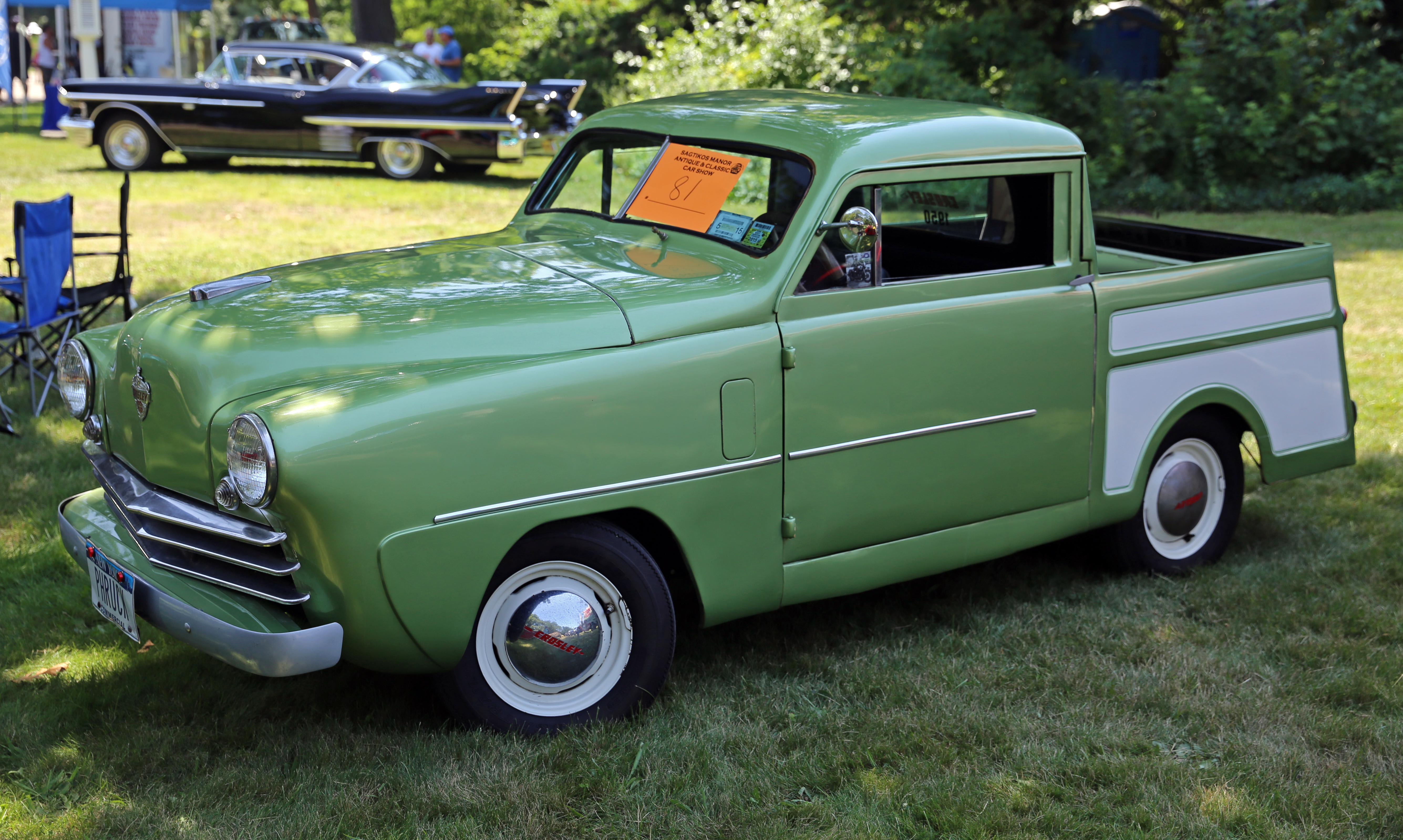
Crosley CD pickup (1950)

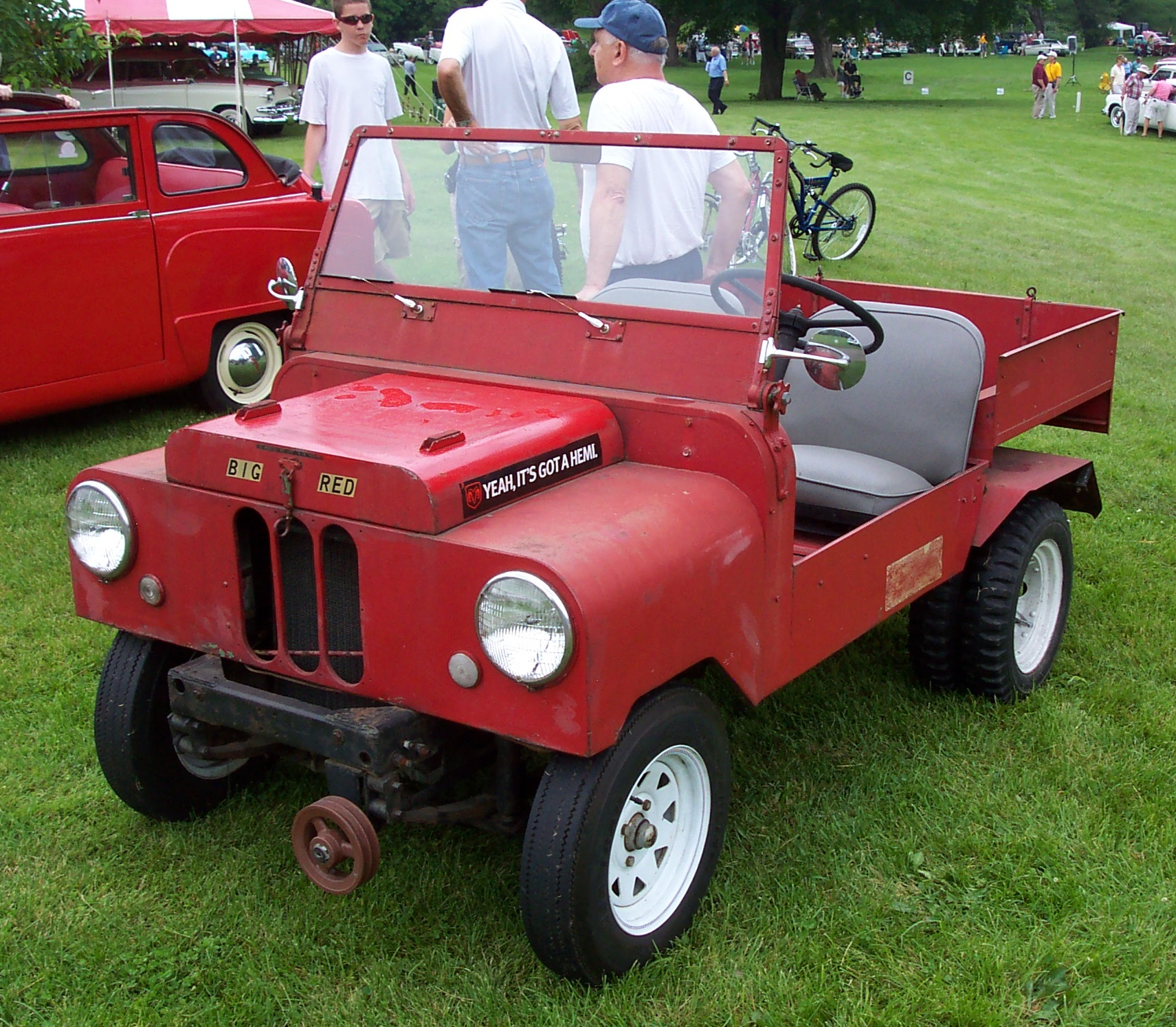
Crosley Farm-O-Road con una toma de potencia mecánica delantera

Powel Crosley Jr. hizo su fortuna en el negocio de piezas y accesorios automotrices, antes de diversificarse en la fabricación de otros productos de consumo y finalmente de los automóviles Crosley en las décadas de 1920 y 1930. En 1925, su empresa se convirtió en el mayor fabricante de receptores de radio del mundo. El éxito financiero de sus negocios de fabricación y de radiodifusión le proporcionaron los fondos necesarios para iniciar el negocio que más le había interesado a lo largo de su vida: la fabricación de automóviles. Lanzó el primer vehículo compacto Crosley en 1939.
Durante la Segunda Guerra Mundial, la compañía Crosley suspendió la fabricación de automóviles civiles y comenzó la producción de materiales de guerra, incluido el desarrollo de vehículos experimentales. En 1946 reanudó la producción de vehículos compactos y subcompactos en sus instalaciones en Marion (Indiana), además de introducir nuevos modelos con numerosas innovaciones entre sus ofertas. Después de que se interrumpió el racionamiento de gasolina y de que las Tres Grandes comenzaran a producir automóviles cada vez de mayor tamaño, el interés de los consumidores por los automóviles compactos de Crosley disminuyó. El último Crosley salió de la línea de ensamblaje el 3 de julio de 1952, y la compañía se centró en sus otras empresas comerciales de más éxito.

### Desarrollador y fundador de la compañía
El industrial Powel Crosley Jr. de Cincinnati, propietario de la Crosley Broadcasting Corporation y del equipo de béisbol Cincinnati Reds, entre otros intereses comerciales, tenía planes ambiciosos para construir coches subcompactos. Crosley había construido su primer automóvil a la edad de doce años, y en 1907, a la edad de veintiuno, fundó la compañía Marathon Six Automotive en Connersville (Indiana). Construyó un prototipo del "Marathon Six", un automóvil con motor de seis cilindros con un precio de 1700 dólares, situado en el sector inferior del mercado de automóviles de lujo, pero no pudo financiar su producción.
Después de trabajar para varios fabricantes de automóviles en Indianápolis y Muncie (Indiana), y de varios intentos fallidos de fabricar sus propios automóviles, incluido un modelo de autociclo, encontró el éxito en la fabricación de accesorios para automóviles como cofundador con Ira J. Cooper de la American Automobile Accessory Company en 1916. Compró la participación de Cooper en la empresa, y hacia 1919, Crosley y su hermano menor y socio comercial, Lewis M. Crosley, habían vendido más de 1 millón de dólares en componentes y se estaban diversificando hacia otros productos de consumo.
Crosley aumentó su fortuna en las décadas de 1920 y 1930 desarrollando, fabricando y vendiendo receptores de radio de bajo costo, como los modelos "Harko", Crosley "Pup" y "Roamio". La Crosley Radio Corporation se convirtió en el mayor fabricante de radios del mundo en 1925. Amplió sus instalaciones en Camp Washington, un vecindario de Cincinnati, y comenzó a emitir radio comercial desde la emisora WLW, considerada "la estación de la nación". La compañía de Crosley también introdujo nuevos productos de consumo y electrodomésticos en los años 1930, incluido el "Shelvador", un refrigerador que tenía estantes en las puertas, y otros productos innovadores. Los beneficios obtenidos le permitieron diversificarse en otras áreas, incluida la fabricación de automóviles.

### Primeros automóviles Crosley
A principios de la década de 1930, Crosley desarrolló automóviles compactos de bajo precio y otros vehículos pequeños. El primer prototipo experimental del automóvil Crosley fue el CRAD de 1937 (acrónimo de Crosley Radio Auto Division), que tenía una vía trasera de tan solo 18 pulgadas (46 cm). Con la ayuda de su hermano Lewis, ingeniero graduado, Crosley también diseñó plantas de ensamblaje para sus operaciones de fabricación en Richmond y Marion (Indiana).
El 28 de abril de 1939, el primer automóvil de producción de Crosley debutó en el Indianapolis Motor Speedway con opiniones contrapuestas. Era un convertible de dos puertas que pesaba menos de 1000 libras (454 kg). Inicialmente se ofreció un cupé de dos pasajeros por 325 dólares, y un sedán, de cuatro pasajeros por 350 dólares. Los Crosley eran más baratos que su competencia más directa, los modelos de la American Bantam, que se vendían entre 449 y 565 dólares.
El chasis del automóvil Crosley tenía una batalla de 80 pulgadas (203,2 cm). Montaba ejes rígidos con ballestas semielípticas en la parte delantera y de cuarto de elipse en la parte trasera. Debajo del capó, un tanque de gasolina de 4 galones americanos (15,1 L) montado sobre el motor, alimentaba el carburador por gravedad, evitando la necesidad de utilizar una bomba de combustible.
El motor era un pequeño Waukesha motor bóxer de dos cilindros refrigerado por aire, muy parecido al del Citroën 2 CV, e incorporaba un ventilador como parte integral del volante de inercia. El motor estaba conectado a una caja de cambios de tres velocidades, que trasladaba la potencia directamente a través de una transmisión por tubo de empuje al eje trasero, eliminando la necesidad de juntas cinemáticas. Esta disposición se consideró poco fiable, y se instalaron juntas cardánicas convencionales a partir de 1941.
La producción en 1939 fue de 2017 unidades, pero solo se construyeron 422 automóviles en 1940. En 1941 se introdujo una gama de variaciones nuevas del estilo de la carrocería de 48 pulgadas (1,22 m) de ancho para ampliar la línea: un familiar, dos vanes panelables (uno llamado "Parkway Delivery", carecía de techo en la parte delantera de la cabina), y un modelo de furgón-pickup y "familiar cubierto" que podría convertirse en una furgoneta mediante un asiento trasero desmontable y una capota desmontable sobre la sección trasera. Crosley construyó cerca de 2300 coches en 1941. La compañía presentó en 1942 su primer modelo con techo de acero, el "Liberty Sedan", cuyo precio en toda la gama de modelos variaba entre 299 y 450 dólares.
Durante la Segunda Guerra Mundial, los automóviles de Crosley cobraron un nuevo interés debido al racionamiento de gasolina y gracias a la eficiencia de combustible del automóvil, con un consumo estimado de 50 millas por galón americano (4,7 L/100 km) a velocidades de hasta 50 millas por hora (80,5 km/h). Crosley fue la última compañía en cesar la producción de vehículos civiles en 1942, después de construir otras 1000 unidades ese año. Cuando el inicio de la guerra supuso el cese de la producción de automóviles en los Estados Unidos en 1942, Crosley había producido un total de 5757 unidades. Durante los años anteriores a la guerra, la firma operaba plantas de fabricación en Camp Washington (Ohio); Richmond (Indiana); y Marion (Indiana). Las fábricas de Crosley se adaptaron a la producción bélica durante la guerra.

### Producción en tiempo de guerra
La Corporación Crosley estuvo involucrada en la planificación de la producción de guerra antes de diciembre de 1941, y al igual que el resto de la industria estadounidense, se centró en la fabricación de productos bélicos durante los años de guerra. La compañía fabricó una gran variedad de productos, desde espoletas de proximidad, transceptores de radio, cocinas de campo y remolques de un cuarto de tonelada, hasta torretas de artillería entre otros artículos. Las torretas de artillería motorizadas para las lanchas PT y los bombarderos B-24 y B-29 fueron el contrato más grande de la compañía.
La compañía también produjo una serie de vehículos experimentales para el gobierno de los EE. UU. durante la guerra. La división de fabricación de automóviles de Crosley, CRAD, en Richmond, Indiana, produjo motocicletas experimentales, triciclos, vehículos militares ligeros con tracción en las cuatro ruedas, un cañón autopropulsado y vehículos tractor oruga, algunos de los cuales eran modelos anfibios. Todos estos prototipos militares fueron impulsados por el motor bóxer de dos cilindros que accionaba los automóviles originales de Crosley. La firma disponía de un acopio de casi 5000 motores cuando cesó la producción de automóviles en 1942, que esperaba utilizar en la producción en tiempo de guerra de pequeños vehículos.
El Crosley CT-3 "Pup" de 1942–1943, un prototipo de vehículo ligero para un solo pasajero, contaba con tracción en las cuatro ruedas y se podía transportar y lanzar con paracaídas desde un C-47 Skytrain. Seis de los "Pup" con motor de dos cilindros y 1125 libra (510,3 kg) de peso, se desplegaron en el extranjero después de someterse a pruebas en Fort Benning, pero el proyecto se suspendió debido los problemas de fiabilidad de varios componentes. Se sabe que se han conservado 7 de los 36 "Pup" construidos.

### Innovaciones de posguerra notables
La producción de automóviles para uso civil se reanudó en 1946 en las instalaciones de Marion, Indiana, con el nuevo modelo CC. La instalación de Richmond, en Indiana, se había vendido durante los años de guerra.

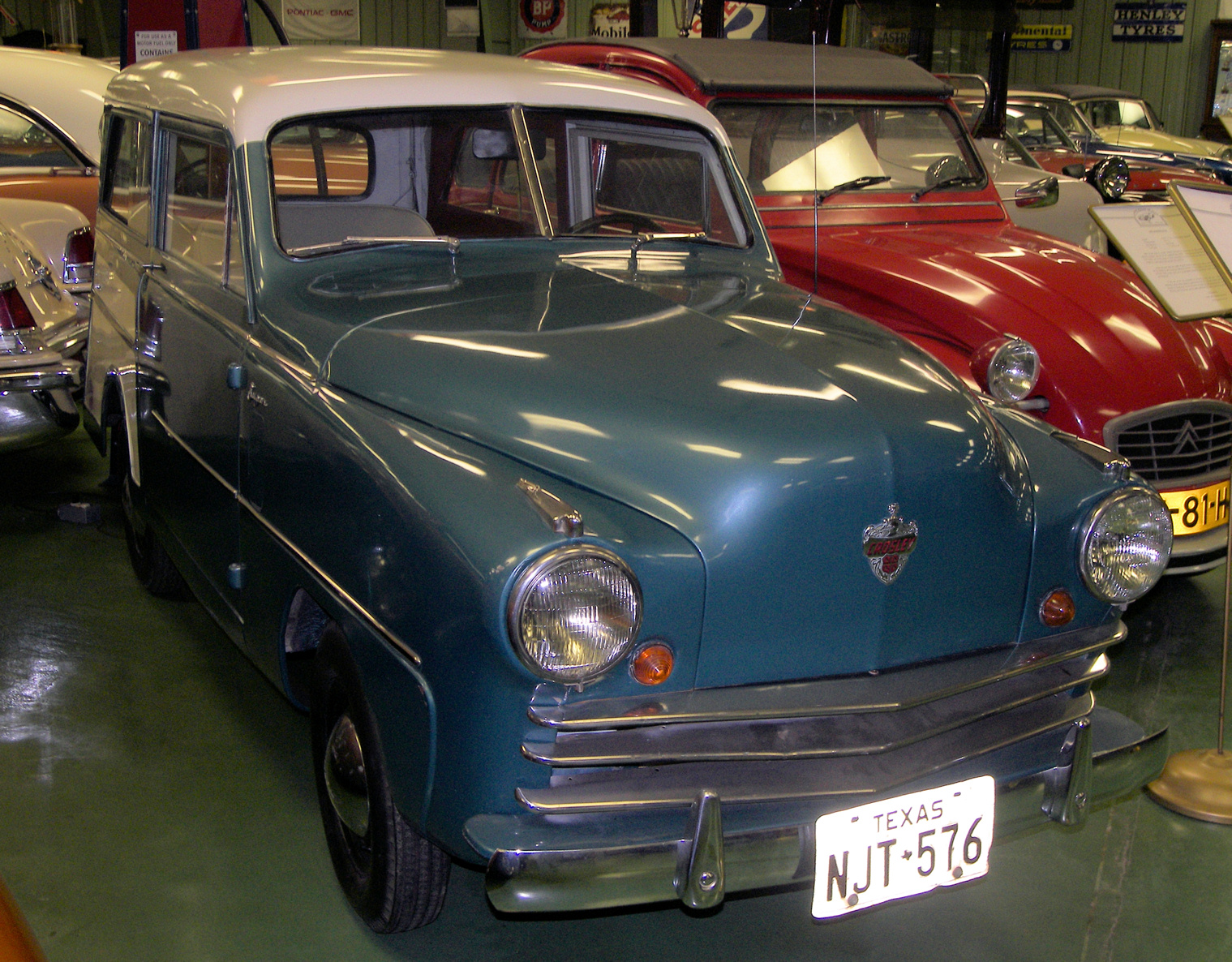
Crosley familiar de 1950 exhibido en el Museo Central de Historia del Automóvil de Texas

En el período de posguerra, Crosley introdujo varias "novedades" en la industria automotriz estadounidense, entre las que se incluyen:
- Primer automóvil con carrocería pontón producido en masa, el modelo 'CC', presentado en 1946, junto con el Frazer/Kaiser del mismo año.[20]
- Primer motor con árbol de levas en cabeza de producción en masa, el CoBra (por Copper Brazed), transferido de la producción militar, también a partir del modelo CC de 1946,[21][nb 3]
- Primer uso del término 'Sport(s-) Utility' en 1947, para el modelo del año 1948 (aunque para un modelo abierto basado en el familiar, no un familiar en el chasis de una camioneta),[24][25][26]
- Primeros coches estadounidenses equipados en las 4 ruedas con frenos de disco de una pinza, en el modelo del año 1949 (el Chrysler Imperial introdujo frenos de disco en las cuatro ruedas como equipo estándar en los Crown Imperial del año 1949, pero no eran del tipo de pinza) y
- Primer automóvil deportivo estadounidense de posguerra, el Hotshot, también de 1949.[27]

En 1950, Crosley lanzó el modelo Farm-O-Road, un vehículo utilitario con distancia entre ejes de 63 pulgadas (1,60 m), décadas por delante del John Deere Gator y de otros vehículos de trabajo pequeños. A partir de 1950 en adelante, los modelos principales de Crosley sustituyeron las ventanas laterales deslizantes por ventanas con vidrios escamoteables mediante manivela.

### Crosmobile
Los Crosley se construyeron bajo la marca Crosmobile para su exportación, siendo simples redenominaciones idénticas a los modelos Crosley estándar, excepto por tener el rótulo Crosmobile sobre el capó, en las insignias traseras, en los tapacubos y el tablero de instrumentos. El propósito de diferenciar los Crosley exportados era evitar confusiones o conflictos con la marca británica Crossley. Los Crosmobile no solo llegaron a Europa, sino que también a otros lugares como Cuba.

### Producción de posguerra y cierre
La producción de la posguerra comenzó con 4999 vehículos en 1946, y aumentó a números de cinco cifras, fabricándose más de 22.500 unidades en 1947. Las ventas de Crosley alcanzaron su punto máximo en 1948, con 24.871 o 27.707 coches vendidos, dependiendo de la fuente; sin embargo, el motor CoBra ("cobre soldado") con estaño y elementos de acero estampado resultó ser un gran paso en falso. Aunque había demostrado ser fiable para su uso militar, presentaba problemas mecánicos sometido a un mantenimiento civil menos diligente. El CoBra fue reemplazado por un motor con bloque de hierro fundido convencional rediseñado y más fiable en 1949, pero la reputación de la compañía había sufrido un fuerte golpe. Las ventas cayeron a 8939 unidades en 1949 y a 7612 en 1950. La incorporación del modelo deportivo Crosley "Hotshot" y del modelo "Farm-O-Road", una combinación de tractor agrícola y vehículo de tracción total en 1950, no pudo detener el declive.
Más problemas surgieron después de que las Tres Grandes lanzaran coches cada vez más amplios y lujosos en grandes cantidades, y en algunos casos, con un precio tan solo un poco más alto que un Crosley nuevo. Las ventas de la compañía disminuyeron a 4839 unidades en 1951, y solo se vendieron 1522 vehículos Crosley en 1952. La producción cesó el 3 de julio de 1952, cuando el último Crosley salió de la cadena de producción. Crosley había vendido alrededor de 84.000 coches en total antes de cerrar sus instalaciones en 1952. Crosley continuó construyendo motores durante algún tiempo para cumplir un contrato con el gobierno, pero finalmente se vendieron los derechos del motor. La planta de Crosley en Marion, Indiana, se vendió a la General Tire and Rubber Company.

## Modelos

### Resumen de modelos
Casi todos los Crosley eran modelos con puertas laterales, con algunas excepciones que solo tenían dos aberturas laterales o huecos de entrada
Producción anterior a la guerra del Waukesha Model 150 con motor bóxer de dos cilindros refrigerado por aire:
- 1939: Serie (C) 1A - Cupé Convertible y Sedán Convertible[nb 2]
- 1940: Serie (C) 2A - Cupé Convertible, Sedán Convertible/Sedán de lujo, Camioneta y Vehículo de Reparto Parkway[nb 4]
- 1941: Serie CB41 - Cupé Convertible, Sedán y Sedán de lujo; Familiar, Repartidor Panelabe, Parkway de Reparto, Familiar Cubierto y Pickup
- 1942: Serie CB42 - Cupé Convertible y Sedán (Deluxe), Camioneta de Reparto y Parkway, Familiar Cubierto, Camioneta y 'Liberty Sedan' con tapa de acero

Producción de posguerra con motor de cuatro cilindros en línea 1946–1949 CoBra refrigerado por agua
- 1946: CC Four - Fastback Sedan y Cupé Convertible
- 1947: CC Four - Fastback Sedan, Cupé Convertible y Pickup (lado redondo)
- 1948: CC Four - Fastback Sedan, Cupé Convertible, Familiar, Furgoneta Panelada, Pickup (cuadrado) y 'Sport Utility' Convertible Familiar

Producción de posguerra con motor de cuatro cilindros en línea refrigerado por agua 1949–1952 CIBA
- 1949: CD Four que incluye Sedán de Lujo, Cupé, Camioneta, Furgoneta y pickup; VC Four incluyendo Hotshot Roadster y Super Sports Roadster
- 1950: CD Four incluyendo Sedán, Super Sedán, Cupé, Super Cupé, Familiar, Super Familiar; VC Four incluyendo Hotshot Roadster y Super Sports Roadster; FR Four incluyendo Farm-O-Road (en varios submodelos)
- 1951: CD Four incluyendo Business Cupé, Super Sedán, Familiar, Super Familiar, Super Cupé; VC Four incluyendo Hotshot Roadster y Super Sports Roadster; y FR Four incluyendo Farm-O-Road.
- 1952: CD Four incluyendo Standard Business Cupé, Super Sedán, Familiar, Super Familiar, Super Cupé; VC Four incluyendo Hotshot Roadster y Super Sports Roadster; FR Four incluyendo Farm-O-Road.

### Crosley CC Four (1946-1948)
Crosley reanudó la producción de automóviles civiles en 1946 con el modelo CC. En gran parte nuevo, estaba diseñado por la firma Sundberg & Ferar de Royal Oak, Míchigan. El modelo CC, un poco más grande y más aerodinámico, presentaba una carrocería y motor completamente nuevos. El chasis, la suspensión, los frenos y el resto del tren de transmisión se transfirieron de los modelos anteriores a la guerra. Junto con el Frazer/Kaiser del mismo año, el Crosley CC de 1946 fue el primer coche estadounidense con carrocería pontón de fabricación en masa. Los Crosley de la posguerra también tenían un nuevo motor de cuatro cilindros en línea CoBra refrigerado por agua, transferido de la producción militar. Aunque no tenía una cilindrada mucho mayor que su predecesor, la potencia de salida se duplicó a 26,5 HP, mejorando el rendimiento del automóvil, con una velocidad de crucero 50 mph (80,5 km/h), mientras que la economía de combustible se mantuvo con unos valores excelentes, comprendidos entre 35 mpgAm (6,7 L/100 km) y 50 mpgAm (4,7 L/100 km). Además, el CoBra (por Copper Brazed, cobre soldado) fue el primer motor con árbol de levas en cabeza de producción en masa asequible de Estados Unidos, construido en números de cinco cifras después de que Duesenberg fabricara unos 650 motores de ocho cilindros en línea OHC para suModelo A entre 1921 y 1926.
Introducido como un diseño de dos volúmenes con techo de acero, y dos puertas, estaba disponible en las versiones fastback sedán y un descapotable (con ventanas laterales y marcos fijos, como el Citroën 2 CV y el Fiat 500 de 2007), el automóvil también estuvo disponible como un pickup, inicialmente como una camioneta con una caja formada con los mismos paneles laterales traseros redondeados que el sedán (camioneta con carrocería redondeada). A finales de 1947, se agregó una camioneta, como modelo de 1948, así como un furgón derivado de la camioneta, pero con un diseño diferente para producir un suelo más plano. La furgoneta de reparto también tenía una puerta trasera de apertura lateral, a diferencia de la puerta traseradividida superior/inferior de la camioneta, mientras que el sedán básico no tenía una puerta exterior del maletero: el acceso al espacio para el equipaje era solo posible desde el interior del automóvil.
Desde la llegada de la camioneta, los furgones se construyeron con los paneles traseros rectos de la camioneta para obtener una caja trasera más ancha y cuadrada. En 1948 Crosley agregó una rejilla con barras atornilladas y un aplique cónico cromado en la parte delantera del capó, e introdujo una nueva variante de familiar descapotable sin puertas, llamada "Sports Utility". El vehículo fue anunciado con una capacidad de carga útil de un cuarto de tonelada para uso general, y su asiento trasero era opcional. La gama completa de modelos CC se basó en el mismo bastidor de dos puertas. El familiar de 1948 se convirtió en el modelo más popular construido por Crosley, con 23.489 unidades fabricadas.
Una prueba de 1947 del sedán y el convertible Crosley determinó que "hay espacio para las piernas de un hombre tan alto como seis pies dos o tres (1,88 o 1,90 m), pero debido a la curvatura superior del techo y al diseño de la ventana, puede que tenga que agacharse para ver a la izquierda o a la derecha", y a menos que se tengan los hombros estrechos", habrá que situarse con las dos piernas inclinadas hacia el mismo lado". Además, el probador notó que el motor carecía de potencia a bajas revoluciones, y que la verdadera velocidad de crucero estaba entre 35 y 40 mph: el automóvil alcanzaba las 50 mph o incluso algo más, pero a estas velocidades "el pequeño motor de 4 cilindros grita como un alma en pena con el pie caliente" y la conducción era bastante incómoda. Además, las manijas interiores de las puertas estaban colocadas demasiado atrás, y las ventanas correderas de dos piezas hicieron imposible conducir cómodamente con un brazo fuera de la ventana. Por otro lado, el probador consideró que "el chasis se maneja excepcionalmente bien", "... sin duda, el mejor del tipo miniatura que se haya fabricado en este país".

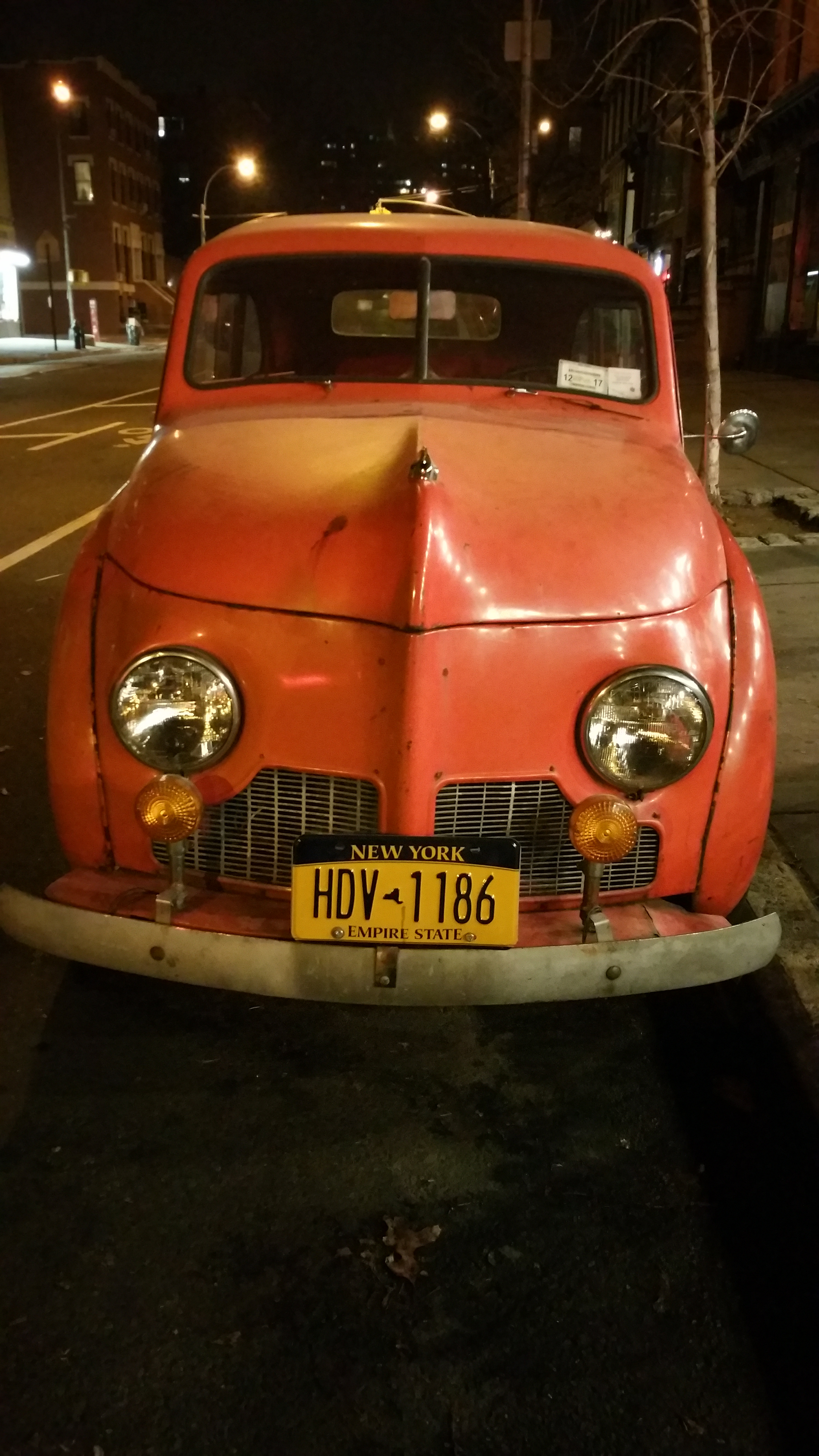
Frontal de un modelo de 1946/194; los intermitentes eran opcionales
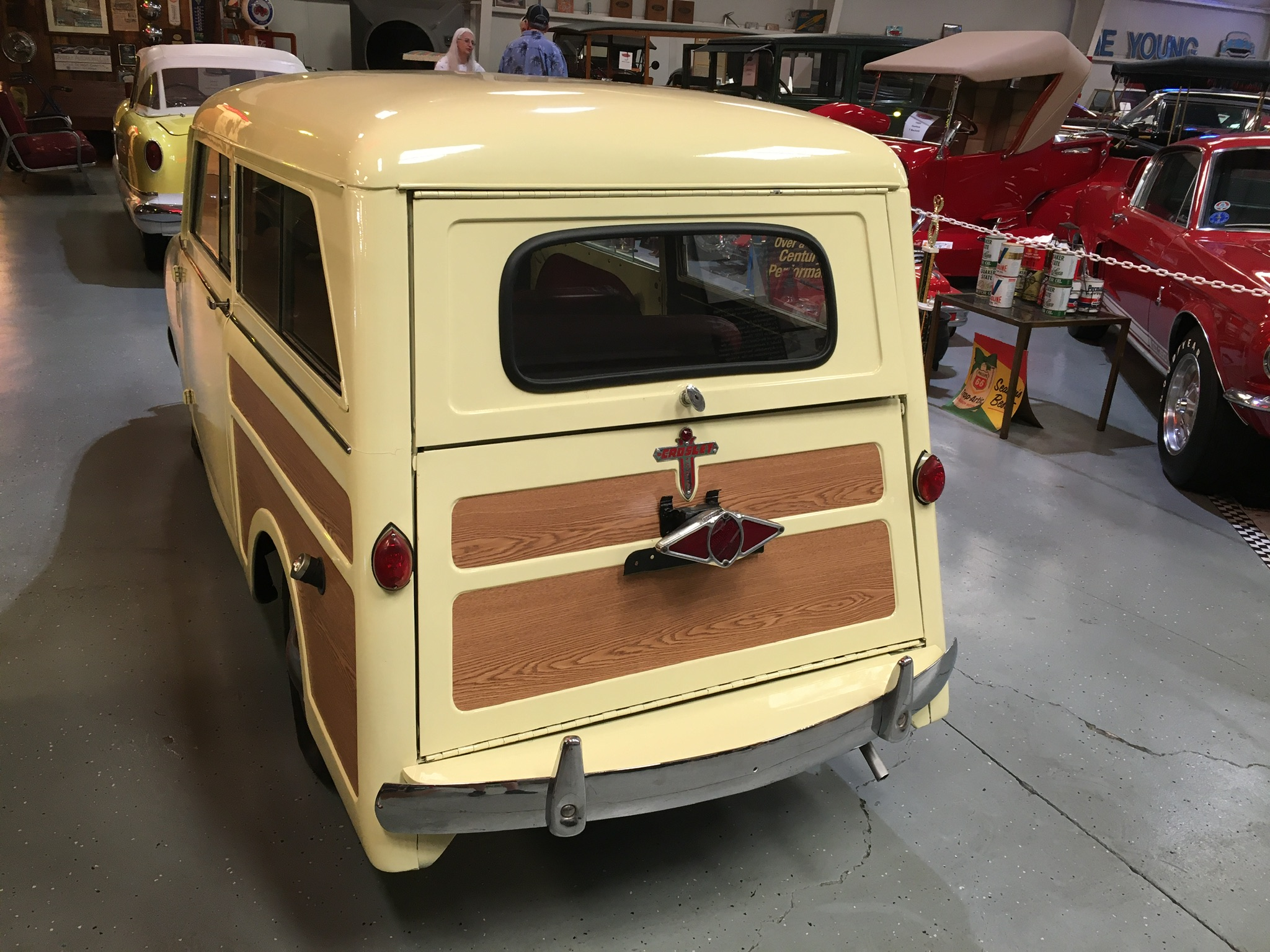
Vista trasera de un Crosley Station Wagon
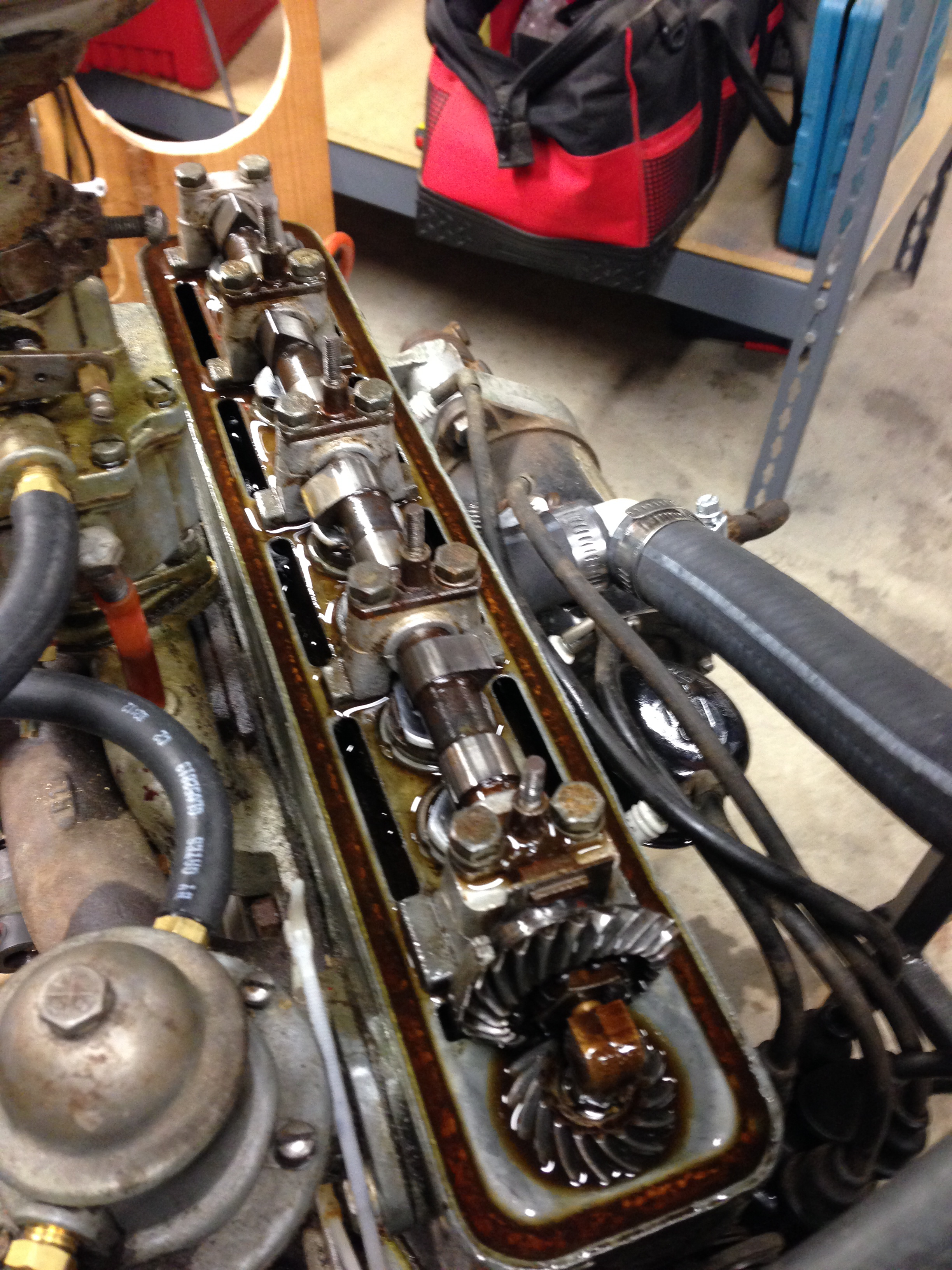
Los motores CC CoBra tenían un árbol de levas en cabeza accionado por una torre de engranajes
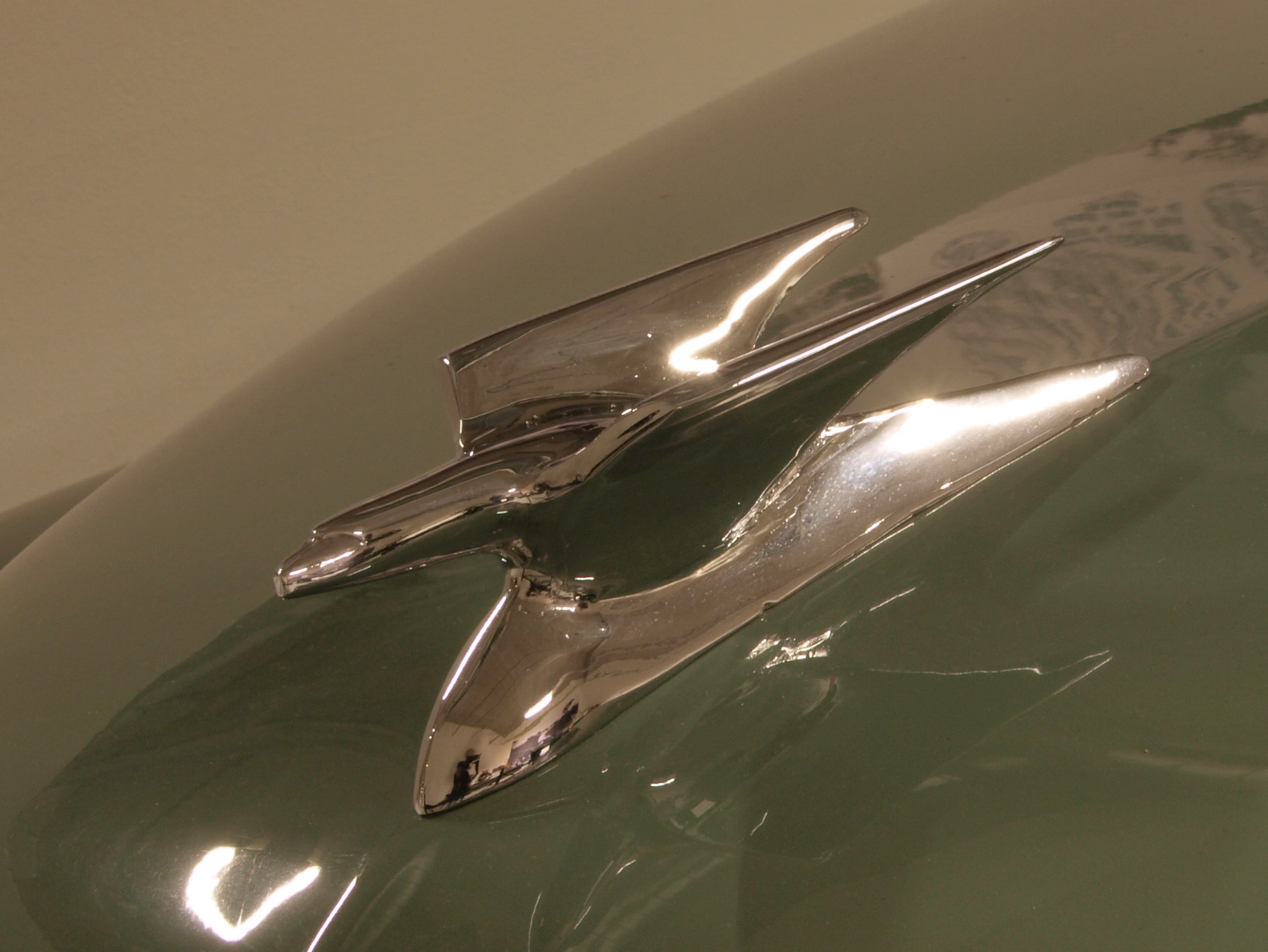
El adorno cromado del capó se introdujo a principios de 1948

### Crosley CD Four (1949-1952)
En 1948, Crosley reemplazó el CC por el modelo CD de 1949. Las partes delantera y trasera de la carrocería se rediseñó en el sedán/cupé y en el descapotable, aunque la parte trasera en la camioneta y en el furgón permaneció en gran medida inalterada. Un cambio significativo fue instalar el bloque de hierro fundido motor CIBA en lugar de los motores CoBra de acero estampado, que eran más livianos, pero que requerían más mantenimiento para evitar problemas de fiabilidad.
En 1949 y 1950 estaban disponibles los modelos estándar y Deluxe. El modelo del año 1949 todavía tenía ventanas laterales de vidrio deslizantes en las puertas, pero a partir de 1950, se ofrecieron ventanas escamoteables y limpiaparabrisas eléctricos. Para 1951 y 1952, el frontal se renovó nuevamente. Así, el modelo Deluxe reemplazó al modelo estándar como parte inferior de la gama, y los modelos 'Super' se introdujeron como la nueva opción superior de la línea.
Los modelos del CD comenzaron con los mismos frenos mecánicos de 6" que los Crosleys anteriores de 1949, pero se cambiaron a frenos de disco en las cuatro ruedas Goodyear-Hawley en mayo de 1949. Sin embargo, solo se mantuvieron hasta mediados de 1950. Se descubrió que el material de los discos de aleación se oxidaba y que tenía problemas de congelación en aquellas partes del país donde se usaba sal en las carreteras. Esto propició que se introdujeran gradualmente frenos hidráulicos de 9", que ya se mantendrían hasta el final de la producción.

### Crosley Hotshot
Después de construir solo automóviles de gama baja desde su inicio, Crosley presentó un pequeño deportivo en 1949, el roadster Hotshot sin puertas. También presentaba un bastidor en gran parte nuevo, más bajo, y por primera vez, con una distancia entre ejes que difería de los habituales 80 plg (2,03 m) de todos los modelos Crosley anteriores por 5 pulgadas (12,7 cm) extra. La suspensión trasera utilizaba una combinación de muelles helicoidales, asistidos por muelles elípticos de cuarto de hoja que trabajaban como tirantes de reacción, y el automóvil tenía frenos de disco en las cuatro ruedas. El motor se colocó detrás del eje delantero, combinado con un sistema de tracción trasera. El Hotshot medía 137 plg (3,48 m) de largo, costaba 849 dólares, y pesaba tan solo 1095 lb (496,7 kg). Para participar en las carreras, el peso se redujo aún más, hasta quedar reducido a 991 lb (449,5 kg). Para ello, se desmontaban temporalmente cosas como el parabrisas y los tapizados laterales. No tenía tapa del maletero: la rueda de repuesto estaba montada en la cubierta trasera inclinada hacia abajo, por encima del parachoques trasero, y el acceso al portamaletas se realizaba inclinando los respaldos de los asientos hacia adelante. Alimentado por un motor CIBA de 26.5 HP, el Hotshot era capaz de alcanzar las 80 mph (130 km/h).
En 1950 se agregó una versión Super del HotShot, con puertas sólidas con bisagras y una capota plegable, e incluyendo una "tapicería y forros de cuero completamente rojo". Para 1951 y 1952, el Super Hotshot fue simplemente renombrado como "Super Sports".
Independientemente de su corta vida y pequeño tamaño, el Hotshot es recordado como un impresionante automóvil deportivo dentro de su clase. Un Hotshot ganó el Memorial Sam Collier en Sebring, (con un promedio de 52 mph), así como el "índice de rendimiento", un premio que tenía en cuenta la velocidad y el tamaño del motor, en las Seis Horas de Sebring de 1950; y un Siata 300 con motor Crosley ganó la carrera de las 12 horas de Vero Beach del SCCA.
En la década de 1950, los motores Crosley dominaron las carreras de automóviles deportivos de 750 cc, ganando 10 de las 12 carreras de la SCCA en la costa oeste.

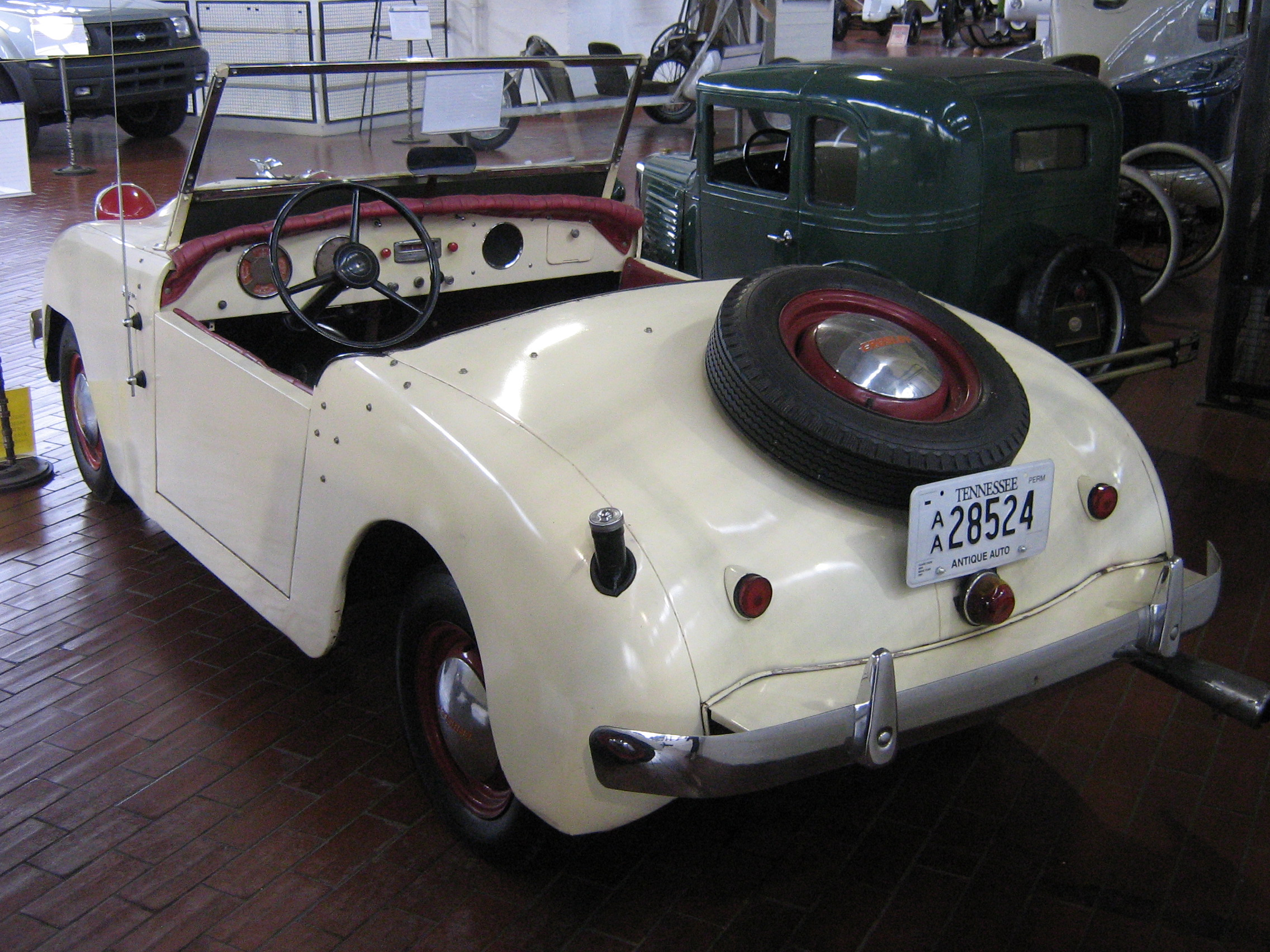
Crosley Super Sport (1951)

### Crosley Farm-O-Road
Crosley había producido diferentes productos para el esfuerzo de guerra, incluido el prototipo 4x4 "Pup", un pequeño 4x4 aerotransportable. En 1950, para ampliar su línea en el mercado comercial y agrícola, se presentó el Farm-O-Road: un cuatrimoto de trabajo que parecía un pequeño Jeep. Era una combinación de un tractor ligero, una camioneta pequeña y un vehículo de pasajeros, y estaba destinado a clientes rurales que querían un vehículo para realizar tareas domésticas en la granja, pero que también podía llevarlos a la ciudad. Según Crosley, el Farm-O-Road fue diseñado: “Para hacer grandes trabajos en granjas pequeñas y trabajos más pequeños en grandes granjas”. Aunque podría verse como un precursor del Side by Side UTV's de hoy, el Farm-O-Road era totalmente apto para circular por carretera, con una velocidad máxima estimada de 40 mph (64 km/h).
El Farm-O-Road tomó sus señales de identidad de dos vehículos militares, el Jeep y el "Pup". Tenía un cuerpo cuadrado y minimalista, con una distancia entre ejes de 63 plg (1,60 m), y pesaba 1100 lb (499 kg). El Farm-O-Road funcionaba con el mismo motor CIBA de 44,2 plg³ (724 cm³) y 26.5 HP que los otros modelos de Crosley del momento, acoplado a una transmisión Warner T-92 de tres velocidades con una caja de cambios con dos marchas reductoras. Además del engranaje normal, ofrecía una reducción baja de 4 a 1. El precio base era de 795 dólares, o de 939 dólares incluyendo un sistema hidráulico con una barra de tracción operada hidráulicamente.
Las opciones incluían ruedas traseras duales, una plataforma trasera desmontable que podía disponer de sistema de volcado hidráulico, tomas de potencia mecánica tanto en la parte delantera como trasera, un asiento trasero, una capota blanda y ventanas de cortina laterales. También disponía de una amplia gama de aperos agrícolas disponibles, incluyendo un arado de fondo simple de 10 pulgadas, un arado de vertedera, un quitanieves, un cortacésped con barra de corte, una reja rodante, grada de discos, cultivador, rastrillo de heno, sembradoras de cultivo en hileras, unidad de fertilizantes, guía de hileras, regulador de velocidad, acelerador manual, o un útil excavador para postes. Crosley incluso llegó a ofrecer esquís de nieve delanteros de madera doblados al vapor, que podían sujetarse a los neumáticos delanteros para convertir el Farm-O-Road en una moto de nieve. Por lo demás, el equipo era espartano. La mayoría de Farm-O-Roads tenía solo un limpiaparabrisas; el del lado derecho era opcional; y no se ofrecía ni con calefacción ni con radio.
No se conocen los números exactos de producción, pero los historiadores del Crosley Automobile Club estiman que se construyeron menos de 600 Farm-O-Road. Más tarde, Crofton Marine Engineering compró los derechos del diseño y de las herramientas y puso el vehículo nuevamente en producción entre 1959 y 1963 con el nombre de "Crofton Bug", lo que se tradujo en otras ~ 250 unidades. El Farm-O-Road medía 91,5 plg (2,32 m) de largo (sin la plataforma trasera desmontable opcional), 48 plg (1,22 m) de ancho (excluyendo la rueda de repuesto montada lateralmente) y 56,5 plg (1,44 m) de alto (con el parabrisas y el techo), y su carga útil era de 500 lb (226,8 kg). Los ejes eran rígidos delante y atrás, como en todos los otros Crosley, con una relación Spicer 23 de 5,38:1 en la parte trasera.
El diminuto vehículo de 1950 también se comparó con el M422 Mighty Mite de 1959/1960, el jeep más pequeño del ejército estadounidense, originalmente con una distancia entre ejes de 65 plg (1,65 m).

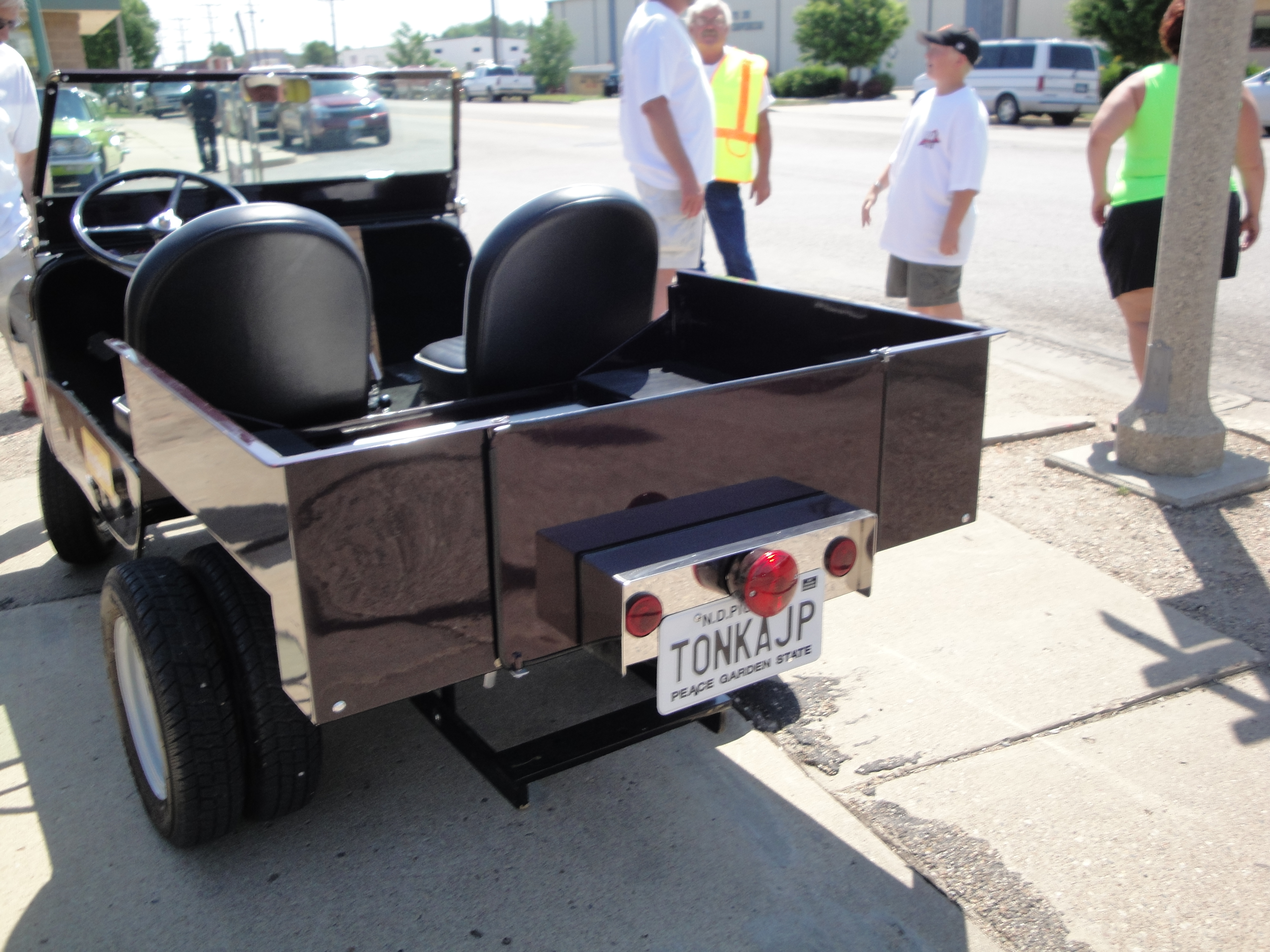
Vista trasera de un Farm-O-Road

## Motores

### Waukesha Modelo 150 Cub Twin
El propulsor original era el Waukesha Modelo 150 Cub Twin, un motor bóxer bicilíndrico de 35,1 plg³ (575 cm³) o 38,9 plg³ (637 cm³) refrigerado por aire con cabeza en L, capaz de entregar 14 HP a 3200 rpm, construido por Waukesha Engines de Waukesha, Wisconsin, y utilizado desde 1939 hasta 1942. El motor fue diseñado originalmente para impulsar pulverizadores agrícolas. Sin embargo, muchas de las más de 12.000 unidades construidas entre 1938 y 1944, se usaron en los mini autos Crosley de antes de la guerra (1939-1942), y por el Ejército de los Estados Unidos durante la Segunda Guerra Mundial. También se emplearon como generadores auxiliares.
Fue reemplazado en 1946 por el mltor CoBra (de "Copper Brazed"; cobre soldado), un propulsor de cuatro cilindros en línea y 44,2 plg³ (724 cm³) con árbol de levas en cabeza, con un diámetro de 2,5 plg (63,5 mm) y una carrera de 2,25 plg (57,2 mm). Ese motor a su vez fue reemplazado en 1949 por el nuevo y más fiable motor CIBA (Crosley Cast Iron Block Assembly) que utilizaba un cigüeñal con cinco puntos de apoyo con cojinetes.

### Crosley CoBra (1946-1949)
El CoBra (Copper Brazed, cobre soldado, también conocido como "The Mighty Tin"; "La Hojalata Potente") fue desarrollado originalmente por Lloyd Taylor, de Taylor Engines en California, para el uso del ejército a bordo de las lanchas PT Boat y de los bombarderos Boeing B-17 Flying Fortress. Estaba fabricado con chapa en lugar de tener un bloque de fundición de hierro como la mayoría de los otros motores. Esto se hizo para obtener un espesor de pared delgado y uniforme, y así evitar la creación de puntos calientes alrededor de la cámara de combustión que pudieran encender el combustible, causando la preignición (golpeteo), lo que a su vez limitaba la relación de compresión. Estos motores se utilizaron principalmente para impulsar generadores, compresores de refrigeración, etc., y fueron ampliamente elogiados por sus éxitos en el esfuerzo de guerra.
El motor fue adoptado para uso automotriz en 1946. Era un motor pequeño y liviano con un solo árbol de levas en cabeza impulsado por una torre de engranajes situada en la parte delantera del bloque. Fue el primer motor de automóvil de árbol de levas en cabeza que se produjo en cantidades de cinco cifras en los Estados Unidos, después de que Duesenberg construyera unos 650 motores del mismo tipo de ocho cilindros para su Modelo A de 1921 a 1926.
El bloque y la culata solo pesaban 14,8 libras (6,7 kg) en seco; completo con todos los accesorios (incluido el volante de inercia) pesaba únicamente 133 libras (60 kg). Tenía una cilindrada de 44 plg³ y rendía 26,5 HP (20 kW) a 5.400 rpm y 33 lb·pie (45 N·m) a 1200 rpm. Debido a su notable relación potencia/peso, y a su gran eficiencia para su época, el motor CoBra ha sido comparado con el motor de tres cilindros en línea EcoBoost de 1.0 litros de Ford. Su duración se medía en horas, y estaba estrictamente controlada por los programas de mantenimiento del material militar, pero la corrosión se convirtió en un considerable problema para estos motores en el servicio civil, lo que acabó dañando la reputación de los automóviles de Crosley en 1948.

### Crosley CIBA (1949 y 1952; 1955)

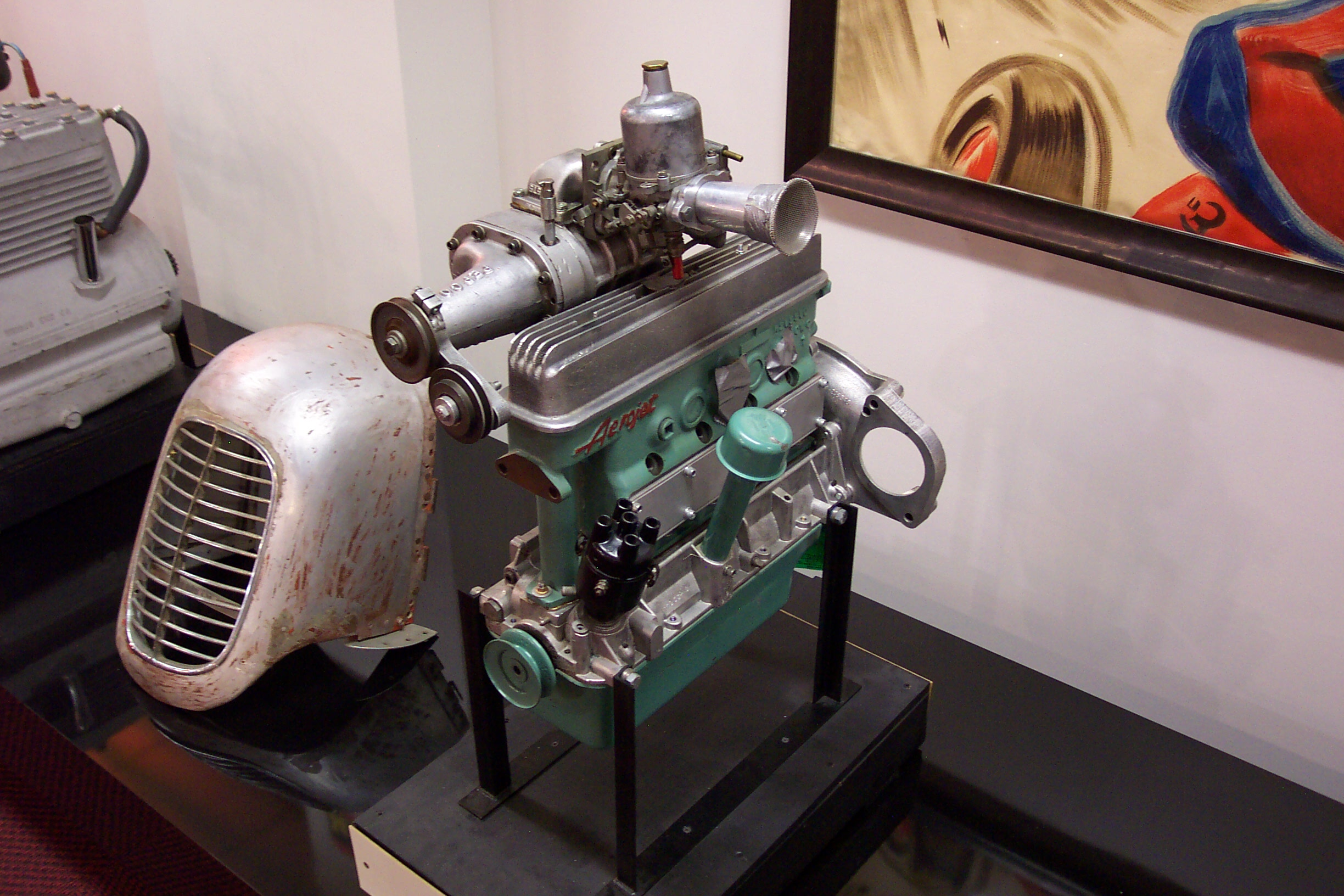
Motor de competición Crosley con sobrealimentador

El Crosley CIBA (conjunto de bloque de hierro fundido) era un motor más tradicional y más fiable, que utilizaba un bloque de hierro fundido. Sin embargo, tenía un diseño único. En lugar de una culata extraíble, las cámaras de combustión, los asientos de las válvulas, los soportes de las levas, los puertos y los cilindros formaban una única pieza fundida, y el cárter era otra. En todos estos motores con bloque de hierro fundido, el cárter era de aluminio. El motor de 44,2 plg³ (724 cm³) producía 26,5 HP a 5400 rpm y 32,5 lb·pie (44 N·m) a 3000 rpm.
Cuando se vendió Crosley Motors, Inc., el motor pasó a llamarse "AeroJet", y continuó su producción hasta 1955. Los derechos del motor se vendieron a Fageol y más tarde a una serie de diferentes compañías. Su posterior desarrollo culminó en 1972 con el Fisher-Pierce Bearcat 55, un motor marino de mayor desplazamiento adaptado para operar sobre un eje vertical.
En Europa, el Crosley CIBA se utilizaría con gran éxito en la clase de automóviles deportivos de 750cc, y finalmente evolucionaría al diseño de doble árbol de levas en cabeza (DOHC) utilizado en el Bandini 750 sport internazionale, en el Nardi 750LM y en el Siata Amica.

## Propietarios notables de Crosley
- Gordon Baxter (HotShot, historia en su libro Bax & Car & Driver: The Best of Gordon Baxter)
- General Omar Bradley
- Humphrey Bogart[49] (Crosley de dos cilindros)
- David Carradine (VC Super Sports)
- Kenny Delmar ('Senator Claghorn' en  The Fred Allen Show)
- Tommy Dorsey
- Presidente Dwight D. Eisenhower (CD Surrey de 1951)
- Geraldine Farrar (Crosley de dos cilindros)
- Paulette Goddard (Crosley de dos cilindros)
- Pamela Harriman (compró el primer Crosley de 1939)
- George M. Humphrey, Secretario del Tesoro
- Art Linkletter (CD Sport Convertible de 1952)
- Alex Raymond, dibujante de Flash Gordon (Crosley-Bandini)
- Nelson Rockefeller, gobernador de Nueva York (HotShot de 1950)
- Gloria Swanson (Crosley de dos cilindros)
- Boy George (VC Super Sports)
- Fred Waring (Crosley de dos cilindros)
- Frank Lloyd Wright[49] (VC Super Sports de 1952)
- John Westling (Cupé de 2 puertas de 1947)